# لاري بيسلي
لاري بيسلي هو مهندس المناظر الطبيعية كندي، ولد في 12 مايو 1948.